# Asamblea General de Pensilvania
La Asamblea General de Pensilvania (en inglés: Pennsylvania General Assembly) es la legislatura estatal (órgano encargado del Poder legislativo) del estado de Pensilvania, en Estados Unidos. La legislatura se reúne en el edificio del Capitolio del Estado, en Harrisburg. En la época colonial (1682-1776), la legislatura era conocida como la Asamblea Provincial de Pensilvania y era unicameral. Desde la Constitución de 1776, la legislatura se conoce como Asamblea General, y se convirtió en una  legislatura bicameral en 1791.

## Afiliación
La Asamblea General tiene 253 miembros, que consisten en un Senado con 50 miembros y una Cámara de Representantes con 203 miembros, lo que la convierte en la segunda legislatura estatal más grande de la nación (detrás de la de Nuevo Hampshire) y la legislatura a tiempo completo más grande.
Los senadores son elegidos por un período de cuatro años, mientras que los representantes son elegidos por un período de dos años. Las elecciones generales de Pensilvania se llevan a cabo el martes después del primer lunes de noviembre en los años pares. Un puesto vacante debe ser llenado por elección especial, la fecha de la cual es fijada por el presidente de la cámara respectiva.
Los senadores deben tener al menos 25 años y los representantes al menos 21 años. Deben ser ciudadanos y residentes del estado durante un mínimo de cuatro años antes, y residir en sus distritos durante al menos un año antes de la elección. Las personas que hayan sido condenadas por delitos graves, incluida la malversación de fondos, el soborno y el perjurio, no son elegibles para las elecciones; la Constitución del estado también agrega la categoría de "otros delitos infames", que pueden ser interpretados de manera amplia por los tribunales estatales. No podrá ser elegido nadie que haya sido previamente expulsado de la Asamblea General.
Los distritos legislativos se rehacen cada diez años, siguiendo el censo de los Estados Unidos. Los distritos son seleccionados por una comisión de cinco miembros, de los cuales cuatro miembros son los líderes mayoritarios y minoritarios de cada cámara (o sus delegados). El quinto miembro, que preside el comité, es designado por los otros cuatro y no puede ser un funcionario electo o designado. Si el liderazgo no puede decidir sobre un quinto miembro, la Corte Suprema del Estado puede nombrarlo.
Mientras están en el cargo, los legisladores no pueden ocupar cargos civiles. Incluso si un miembro renuncia, la Constitución establece que no podrá ser designado para un cargo civil durante el período original para el que fue electo originalmente.

## Sesiones legislativas

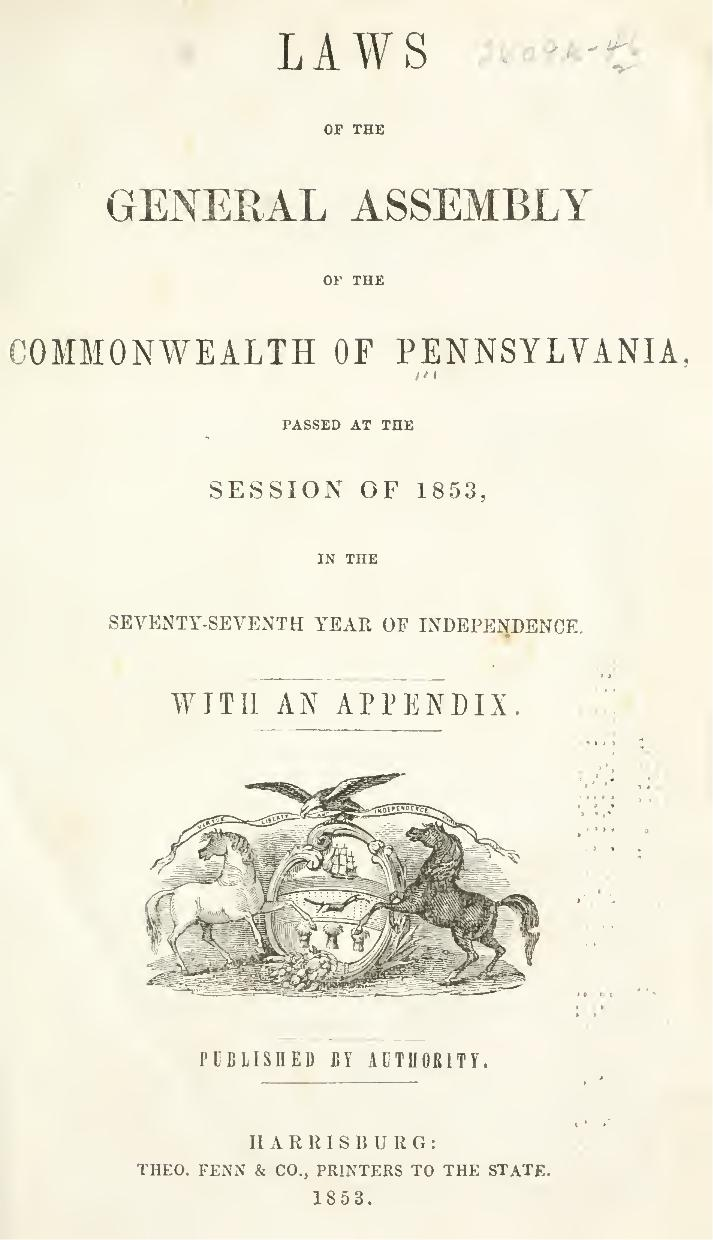
Página de título de las leyes de Pensilvania de 1853

La Asamblea General es un órgano permanente dentro del período para el que son elegidos sus representantes. Se reúne a las 12 del mediodía del primer martes de enero de cada año y luego se reúne regularmente durante todo el año. Ambas cámaras suspenden sus sesiones el 30 de noviembre en años pares, cuando expira el mandato de todos los miembros de la Cámara y la mitad de los miembros del Senado. Ninguno de los dos órganos puede suspender la sesión durante más de tres días sin el consentimiento del otro.
El gobernador puede convocar una sesión especial para tratar sobre temas importantes. A partir de 2017, solo se han convocado 35 sesiones especiales en la historia de Pensilvania.
La Asamblea se reúne en el Capitolio del Estado de Pensilvania, que se terminó de construir en 1906. Según la Constitución de Pensilvania, la Asamblea debe reunirse en la ciudad de Harrisburg, y solo puede mudarse si se cuenta con el consentimiento de ambas cámaras.

## Historia
A mediados del siglo XIX, la frustración de la gente del Commonwealth de Pensilvania por los niveles extremadamente altos de corrupción en la Asamblea General, llevó a redactar una enmienda constitucional en 1864 que impidió que la Asamblea General redactara estatutos que cubrieran más de un tema. 
Desafortunadamente, la enmienda (que hoy se encuentra en la Sección 3 del Artículo III de la Constitución de Pensilvania) estaba tan mal redactada que también impidió a la Asamblea General emprender una codificación integral de los estatutos de la Commonwealth hasta que se aprobó otra enmienda en 1967 para proporcionar la necesaria excepción.
Por eso, en la actualidad, Pensilvania es el único estado de EE. UU. que aún no ha completado una codificación completa de su ley estatutaria general. Pensilvania está llevando a cabo actualmente su primer proceso de codificación oficial en los Estatutos Consolidados de Pensilvania.